# 이기준 (1968년)
이기준(李璂濬, 1968년 10월 1일 ~ )은 대한민국의 제6·8대 경상남도 양산시의원이다.

## 학력
- 양산영천국민학교 졸업
- 금정중학교 졸업
- 브니엘고등학교 졸업
- 동아대학교 농경제학과 졸업
- 부산대학교 행정대학원 행정학 석사 과정 졸업

## 경력
- 1990.03.03 대한민국 육군 보병 소위 임관
- 제9보병사단 복무
- 1992.06.30 중위 전역
- 2014.07 ~ 2018.06 제6대 경상남도 양산시의회 의원
- 2014.07 ~ 2016.07 제6대 경상남도 양산시의회 전반기 기획행정위원회 위원
- 2014.07 ~ 2016.07 제6대 경상남도 양산시의회 전반기 의회운영위원회 위원
- 2014.07 ~ 2016.07 제6대 경상남도 양산시의회 전반기 예산결산특별위원회 부위원장
- 2016.07 ~ 2018.06 제6대 경상남도 양산시의회 후반기 도시건설위원회 위원
- 2016.07 ~ 2018.06 제6대 경상남도 양산시의회 후반기 의회운영위원회 위원장
- 2020 미래통합당 탈당 및 더불어민주당 입당
- 양산시 학원연합회 회장
- 2025.04 ~ 제8대 경상남도 양산시의회 의원
- 2025.04 ~ 제8대 경상남도 양산시의회 후반기 도시건설위원회 위원

## 역대 선거 결과
|  | 7.86% |

|  | 17.61% |

|  | 16.31% |

|  | 16.90% |

|  | 46.50% |